# Schwarze Reichswehr
Als Schwarze Reichswehr wurden illegale paramilitärische Formationen zur Zeit der Weimarer Republik bezeichnet, die unter Bruch des Versailler Friedensvertrags von 1919 von der offiziellen deutschen Reichswehr gefördert und zum Teil selbst unterhalten wurden.

## Hintergründe
Im Friedensvertrag von Versailles war die zukünftige Stärke der deutschen Landstreitkräfte auf 100.000 Mann mit begrenzter Ausrüstung festgelegt worden; die Wehrpflicht wurde abgeschafft. Zugleich sollte eine Interalliierte Militär-Kontrollkommission (IMKK) diesen Abrüstungsprozess überwachen. Die Reichswehr hintertrieb diese Regelung des Versailler Vertrags aber von Beginn an und versteckte überschüssige Bestände an Waffen, Munition und Ausrüstungsgegenständen, die nach dem Krieg noch in erheblichem Umfang vorhanden waren. Die Kontrolle über dieses Waffenpotenzial machte die in weiten Teilen republikfeindliche Reichswehr zu einem wesentlichen Machtfaktor in der noch nicht gefestigten Demokratie. Vielfach sah sogar die IMKK über die illegalen Machenschaften der Reichswehr hinweg. Die Siegermächte versprachen sich davon eine Stärkung konservativer Kräfte in Deutschland gegen sozialistische und kommunistische Bestrebungen, wie sie schon in der Novemberrevolution und bei weiteren Unruhen seit 1918/1919 zum Ausdruck gekommen waren.

## Arbeit der Schwarzen Reichswehr
Die Reichswehr unterstützte die illegalen Verbände nicht nur mit Geld, Waffen, Munition und Gerät, sondern auch durch die Bereitstellung von Ausbildern und die Überlassung von Ausbildungsstätten.
Im engeren Sinn rechnete man nur die sogenannten Arbeitskommandos des Majors Bruno Buchrucker, die seit den Kämpfen der deutschen Freikorps in Oberschlesien im Frühjahr 1921 illegal beim Wehrkreiskommando III bestanden, zur Schwarzen Reichswehr.
Die Schwarze Reichswehr sollte sowohl den „inneren Feind“ bekämpfen als auch zusammen mit der Reichswehr für einen Kampf gegen äußere Feinde bereitstehen. So wurde die Schwarze Reichswehr ab 1923 intensiv auf einen Krieg gegen Frankreich vorbereitet (siehe Ruhrbesetzung). Die Reichswehrgeneralität und Reichswehrminister Otto Geßler leugneten die Existenz der Schwarzen Reichswehr.
Dabei war bekannt, dass die Schwarze Reichswehr vom Chef des Stabes der 3. Division in Berlin, Oberstleutnant Fedor von Bock, geführt wurde. Die praktische Organisation der so genannten Arbeitskommandos lag bei Major Buchrucker und Oberleutnant Paul Schulz. Die in der Umgebung von Küstrin konzentrierten Truppen der Schwarzen Reichswehr fanden seitens der Großgrundbesitzer finanzielle Unterstützung, insbesondere durch den Brandenburgischen Heimatbund. Weitere illegale Formationen befanden sich in den Ländern Bayern und Thüringen. Als im Herbst 1923 in Thüringen zur Abwehr gegen die fortschreitenden militärischen und terroristischen Übergriffe rechts gerichteter Organisationen und Verbände in Thüringen der Notstand ausgerufen und sich die Arbeiterschaft dort zur Wehr setzte, planten Kräfte der Schwarzen Reichswehr aus Bayern die Ermordung der Anführer.
Durch den Küstriner Putsch vom 1. Oktober 1923 und durch die Prozesse gegen die sogenannten „Fememörder“ erfuhr die Öffentlichkeit von der Existenz der Schwarzen Reichswehr, deren Stärke Buchrucker allein für den Wehrkreis III (Berlin) mit 18.000 Mann angab.
Zu den Führern der Schwarzen Reichswehr in Bayern zählte der Hauptmann und spätere SA-Chef Ernst Röhm.
Zur Fortsetzung der militärischen Ausbildung im engeren Sinne gehörten vor allem die Volkssportschulen, an denen alle Wehrsportgruppen unter Anleitung üben konnten. Es wurde aber auch von 1925 an gezielt der Hochschulsport der Universitäten durch die Bereitstellung von Segelflugzeugen (die Ausbildung zum Kampfpiloten geht schneller, wenn man schon segelfliegen kann) und an den Technischen Hochschulen durch die Bereitstellung von Segelbooten (die Ausbildung zum Kommandanten eines Kriegsschiffes geht schneller, wenn man als Dipl.-Ingenieur bereits einen Segelschein hat) gefördert. Vor einem ähnlichen Hintergrund wurden auch Dual-Use-Industrien staatlich stark unterstützt, so die damals nur für eine kleine Minderheit erschwingliche Luftfahrt, bei der die Deutsche Luft Hansa vielfach „zivile“ Modelle im Passagier- und Frachtverkehr verwendete, deren Spezifikationen mit jenen vergleichbarer militärischer Modelle identisch oder beinahe identisch waren.
Betrachtet man die soziale Struktur der einzelnen Mitglieder der Schwarzen Reichswehr, so lässt sich erkennen, dass die Mehrheit der Soldaten aus einfachen Verhältnissen der Arbeiterschaft stammten, während ehemalige Offiziere des Ersten Weltkrieges die Führungsrollen übernahmen. Die Ursprünge der Schwarzen Reichswehr liegen bereits bei der Freikorpsbewegung; deshalb wird sie auch als „Kristallisationspunkt“ dieser Bewegung bezeichnet. Dies bedeutet, dass sich die verschiedenen Denkrichtungen der Freikorps bei der Schwarzen Reichswehr wiederfinden lassen. Die Schwarze Reichswehr war durch verschiedene Entwicklungen geprägt worden und beinhaltete somit auch ideologische Merkmale der Marine-Brigade Ehrhardt, der Kapp-Putschisten, der Kampforganisation von Roßbach und auch der Nationalsozialisten. Daraus lässt sich erkennen, dass die Schwarze Reichswehr eine Vielzahl von rechtsextremen Gedanken übernommen hatte und deshalb als die „Idealform einer rechtsradikalen Organisation“ gilt. Erwähnenswert ist zudem auch, dass viele Angehörige der Schwarzen Reichswehr später ihren Weg in die NSDAP und die SA fanden und dort sogar Führungsrollen übernahmen. Deswegen kann die Schwarze Reichswehr als „eine der wichtigsten Vorläuferorganisation des Nationalsozialismus in Norddeutschland“ bezeichnet werden.

## Ähnliche Verbände im Reich
Vergleichbar wie die Schwarze Reichswehr agierten zum Teil auch:
- die SA
- die Brigade Ehrhardt von Hermann Ehrhardt und die Organisation Consul als deren Nachfolgeorganisation
- der Stahlhelm
- der Bund Oberland
- der Bund Reichsflagge
- die Sabotagetrupps der Organisation Heinz im Ruhrgebiet gegen die französische Besatzung
- die Einwohnerwehren
- die Organisation Escherich
- die Organisation Kanzler
- die Volkssportschulen.

Der Zweck dieser Verbände bestand in drei Zielen:
1. Umgehung der Beschränkungen des Versailler Friedensvertrages
2. Aufstellung einer Reservearmee
3. Fortsetzung der militärischen Ausbildung.